# Marcello di Ancira
Marcello d'Ancira (285 circa – 374 circa) è stato un vescovo e scrittore greco antico di Ancira, in vari periodi tra il 320 e il 353.

## Vita e principi
Il suo nome compare nella lista di vescovi partecipanti al concilio di Ancira del 314 dove, secondo il Libellus Synodicus, risulta che presiedette l'assemblea. Nel 325 partecipò al primo concilio di Nicea dove combatté con energia le idee ariane. Fu sostenitore della formula ortodossa della consustanzialità di Cristo con il Padre.
Il suo fervore anti-ariano nasceva però da una concezione che pure non era ortodossa e che si trovava all'altro estremo della concezione della Trinità. Marcello infatti credeva che sia il Cristo che lo Spirito Santo alla fine dei tempi sarebbero spariti per ritornare nell'unico Dio, il Padre. Queste teorie erano state diffuse dall'eretico Sabellio, eresia chiamata sabellianesimo o, con un termine più preciso, monarchianismo modale. Gli antiariani guidati da papa Giulio I e da Atanasio lo ebbero quindi come un alleato scomodo, in quanto prestava il fianco agli avversari per confutare il concetto di consustanzialità.
Nel 336 subì dunque una prima rimozione dalla sede di Ancira voluta da Eusebio di Nicomedia, e fu sostituito da Basilio di Ancira.
Intorno al 337 Eusebio di Cesarea scrisse l'opera dogmatica Contro Marcello, che aveva attaccato i semiariani, fautori della teologia di Origene delle tre ipostasi trinitarie e del relativo subordinazionismo. Scrisse, inoltre, la Teologia ecclesiastica, una refutazione della teologia di Marcello dalla prospettiva dell'arianesimo.
Alla morte dell'imperatore Costantino I nel 337, rientrò nella sua sede, da cui però fu nuovamente rimosso nel 339. Marcello si appellò così al Papa, che lo riabilitò. Questi anni sono estremamente travagliati per la Chiesa e per tutti i suoi vescovi, destituiti e poi reinsediati a seconda che la bilancia pendesse verso l'arianesimo o verso l'ortodossia, e con una forte ingerenza da parte dell'imperatore che non faceva che moltiplicare le controversie e le incertezze. Diversi sinodi furono convocati contemporaneamente in più patriarcati, con il risultato che, mentre in una giurisdizione si lanciava una scomunica contro un vescovo, lo stesso poteva essere riabilitato in un'altra.
Marcello venne definitivamente rimosso dalla sua sede da Macedonio I di Costantinopoli nel 353. Morì attorno al 374 e nel 381 il Concilio di Costantinopoli ne rigettò definitivamente i principi, inserendo nel Simbolo niceno-costantinopolitano le parole cuius regni non erit finis, "e il suo regno non avrà fine", a specificare l'eternità della Trinità.
A Marcello di Ancira viene attribuita la prima testimonianza scritta del Credo Apostolico, commentato e divulgato da Fotino di Sirmio nel IV secolo, prima della definitiva formalizzazione del Concilio di Nicea. La prima formulazione da parte di un vescovo della Chiesa Cattolica risale a Papa Zefirino, in un testo estremamente breve della fine del II secolo, il quale si limitava a riconoscere Gesù Cristo come unico Dio, che ebbe un'esistenza terrena e subì la Passione. Lo stesso mistero cristologico è presente anche nella formula battesimale tramandata in greco antico da Noeto di Smirne (230 d.C.) e dai papi Zefirino, Callisto I e Damaso I.